# 山口市の歌
『山口市の歌』（やまぐちしのうた）では、山口県の県庁所在地である山口市がかつて制定していた2代の市歌について解説する。
本記事で解説する2代の市歌はいずれも廃止されており、現行の楽曲は2006年（平成18年）5月30日に制定された「ふるさとの風 〜山口市民の歌〜」である。

## 解説
1929年（昭和4年）に吉敷郡山口町と吉敷村が新設合併して発足した（初代）山口市では、市歌は制定されなかった。第二次世界大戦中の1944年（昭和19年）に（初代）山口市と吉敷郡の9町村が新設合併し（2代目）山口市が成立したが、本記事で解説する2代の市歌はいずれもこの（2代目）山口市において制定されたものである。

### 山口市民歌（初代）
初代の「山口市民歌」（やまぐちしみんか）は、1948年（昭和23年）に火災で全焼した山口市役所の新庁舎落成を記念して1951年（昭和26年）1月1日に制定された。作詞・川下紅風、作曲・弘中策。
歌詞は懸賞募集を行ったが入選作が無かったため再募集を実施し、大分県からの応募作を入選採用ののち山口大学教育学部教授の弘中策に作曲を依頼したものである。歌詞と楽譜は昭和27年版の市勢要覧に掲載されている。

### 山口市の歌（2代目）
2代目の「山口市の歌」（やまぐちしのうた）は、第10代市長の兼行恵雄が1963年（昭和38年）の第18回国民体育大会開催に先立ち「古い歴史と伝統をもち、さらに未来に大きな夢を託す山口氏を象徴する」ことを制定意義に掲げた新市歌の制定を提唱したもので、初代と異なり歌詞の懸賞募集を行わず佐藤春夫へ作詞を依頼した。佐藤は1962年（昭和37年）6月3日に取材のため山口市を訪れ、2か月後に完成。作曲は11年前に和歌山県の「新宮市歌」で佐藤の歌詞に曲を付けた信時潔へ依頼された。
なお同時期に県も橋本正之知事の提唱で1951年制定の2代目「山口県民の歌」（歌詞A・Bの2曲）を廃止して3代目県民歌を制定する方針を打ち出し、山口市と同じく佐藤と信時の両名へ作成を依頼している。こうした経緯により、作成時期や動機に加えて作詞・作曲者が共通する現行の3代目「山口県民の歌」は2代目「山口市の歌」と“兄弟楽曲”とも言える関係であり、日本コロムビアではA面に三鷹淳と初代コロムビア・ローズが歌唱する市歌、B面に三鷹と眞理ヨシコが歌唱する県民歌を収録したシングル盤（規格品番：PRE-1280）を製造している。

#### 失効・廃止
（2代目）山口市は平成の大合併において吉敷郡小郡町、秋穂町、阿知須町および佐波郡徳地町の4町と新設合併し（3代目）山口市が成立したが、山口県央部1市4町合併協議会では合併後の各市町歌の扱いにつき「新市において調整する」方針が定められ、2006年（平成18年）1月1日の合併当日を以て「山口市の歌」および4町が制定していた町歌は全て失効・廃止されることになった。山口市以外の4町が制定していた町歌は以下の通りである。
- 小郡町民歌 - 1991年（平成3年）9月制定
- 秋穂町まちの歌 - 1990年（平成2年）11月制定
- 阿知須町民歌 - 1990年（平成2年）11月制定
- 徳地町民歌 - 1985年（昭和60年）11月制定

合併後は直ちに新市民歌の制定作業が開始され、5月30日に現行の「ふるさとの風 〜山口市民の歌〜」が制定された。